# 庫卡 (堪薩斯州)
庫卡（英語：Kuka）是位於美國堪薩斯州托馬斯縣的一個鬼鎮。

## 歷史
庫卡的郵政局於1886年設立，直到1899年結束營運。

## 地理
庫卡所處的海拔為高於海平面1044米（即3425英呎），而該地所採用的時區為UTC-6，即北美中部時區（CST）。同時該地設有夏令時間，為UTC-6調快一小時，即UTC-5（CDT）。